# Inschrift von Nor Bayazet
Koordinaten: 40° 21′ 11″ N, 45° 7′ 55″ O
Die urartäische Inschrift von Nor Bayazet (heute Gawar) am Westufer des Sewansees in Armenien stammt von König Rusa I., Sohn von Sarduri und berichtet über den Sieg über die Könige von Ueliḫi und den Bau einer Festung mit Namen Haldi-Stadt (dḪal-di-e-i URUKUR). Sie befindet sich auf dem Festungsfelsen oberhalb der heutigen Stadt.
Sie wurde 1927 durch die Armenische Archäologische Kommission entdeckt. Eine erste Übersetzung legte der Hethitologe Johannes Friedrich vor, eine weitere stammt von Archibald Henry Sayce.